# Nemotelus biondii
Nemotelus biondii är en tvåvingeart som beskrevs av Mason 1997. Nemotelus biondii ingår i släktet Nemotelus och familjen vapenflugor. Inga underarter finns listade i Catalogue of Life.